# پولانیچ
پولانیچ (به لاتین: Połaniec) یک منطقهٔ مسکونی در لهستان است که در گمینا پووانگتس واقع شده‌است. پولانیچ ۱۷٫۴۱ کیلومتر مربع مساحت و ۸٬۴۰۶ نفر جمعیت دارد و ۱۶۶٫۳ متر بالاتر از سطح دریا واقع شده‌است.

## خواهرخوانده
شهر Vonitsa خواهرخواندهٔ پولانیچ هست.